# Madame Curie
|  | Aquest article tracta sobre la pel·lícula. Si cerqueu la científica, vegeu «Marie Curie». |

Madame Curie és una pel·lícula estatunidenca dirigida per Mervyn LeRoy, estrenada el 1943. Mervyn LeRoy (Donetes, Sóc un fugitiu) va reemplaçar en la direcció a Albert Lewin, que anava a portar la batuta del film en un primer moment.

## Argument
Etapa de la vida de la científica polonesa Marie Curie que després de casar-se amb Pierre Curie, inicien junts experiments al seu laboratori, assolint fama mundial en aconseguir aïllar dos nous elements químics: el poloni i el radi. Va guanyar el Premi Nobel de Física el 1903 però anys després, Pierre va morir tràgicament en ser atropellat per un camió. Marie Curie va prosseguir les seves investigacions, assumint, a més, la càtedra del seu marit a la Universitat. Anys més tard va rebre el Premi Nobel de Química.&pagewanted=print

## Repartiment
- Greer Garson: Marie Curie
- Walter Pidgeon: Pierre Curie
- Robert Walker: David Le Gros
- Dame May Whitty: Sra. Eugène Curie
- Henry Travers: Eugène Curie
- C. Aubrey Smith: Lord Kelvin
- Albert Bassermann: professor Jean Perot
- Victor Francen: el president de la universitat
- Van Johnson: un periodista
- Reginald Owen: doctor Becquerel
- Margaret O'brien: Irene Curie als 5 anys
- James Hilton: el narrador

I, entre els actors que no surten als crèdits:
- Howard Freeman: professor Constant
- Miles Mander, Arthur Shields, Frederick Worlock: homes de negocis

## Premis i nominacions

### Nominacions
- 1944: Oscar a la millor pel·lícula
- 1944: Oscar al millor actor per Walter Pidgeon
- 1944: Oscar a la millor actriu per Greer Garson
- 1944: Oscar a la millor fotografia per Joseph Ruttenberg
- 1944: Oscar a la millor direcció artística per Cedric Gibbons, Paul Groesse, Edwin B. Willis i Hugh Hunt
- 1944: Oscar a la millor banda sonora per Herbert Stothart
- 1944: Oscar al millor so per Douglas Shearer